# Ларвілл (Індіана)
Ларвілл (англ. Larwill) — місто (англ. town) в США, в окрузі Вітлі штату Індіана. Населення — 273 особи (2020).

## Географія
Ларвілл розташований за координатами 41°10′45″ пн. ш. 85°37′26″ зх. д. / 41.17917° пн. ш. 85.62389° зх. д. (41.179217, -85.623947).  За даними Бюро перепису населення США в 2010 році місто мало площу 0,58 км², уся площа — суходіл.

## Демографія
Згідно з переписом 2010 року, у місті мешкали 283 особи в 100 домогосподарствах у складі 69 родин. Густота населення становила 489 осіб/км².  Було 125 помешкань (216/км²).
Расовий склад населення:
| - 98,9 % — білих |

До двох чи більше рас належало 1,1 %. Частка іспаномовних становила 0,0 % від усіх жителів.
За віковим діапазоном населення розподілялося таким чином: 26,1 % — особи молодші 18 років, 62,9 % — особи у віці 18—64 років, 11,0 % — особи у віці 65 років та старші. Медіана віку мешканця становила 35,5 року. На 100 осіб жіночої статі у місті припадало 96,5 чоловіків;  на 100 жінок у віці від 18 років та старших — 91,7 чоловіків також старших 18 років.
Середній дохід на одне домашнє господарство  становив 40 852 долари США (медіана — 34 375), а середній дохід на одну сім'ю — 44 546 доларів (медіана — 42 500). За межею бідності перебувало 23,7 % осіб, у тому числі 25,4 % дітей у віці до 18 років та 2,3 % осіб у віці 65 років та старших.
Цивільне працевлаштоване населення становило 126 осіб. Основні галузі зайнятості: виробництво — 54,8 %, освіта, охорона здоров'я та соціальна допомога — 11,9 %, транспорт — 7,9 %, роздрібна торгівля — 4,8 %.